# AMIGO (アルバム)
『AMIGO』（アミーゴ）は、日本の音楽ユニット・ウカスカジーの1枚目のオリジナルアルバム。2014年6月11日にトイズファクトリーより発売された。

## 背景
サッカーやフットサルのチームメイトであり、2006年には「GAKU-MC / 桜井和寿 (Mr.Children)」名義でシングル『手を出すな!』リリースしていた2人が、2014 FIFAワールドカップに向けて正式にユニットを結成。「手を出すな!」の続編である「でも、手を出すな!」や、日本サッカー協会公認サッカー日本代表応援ソング「勝利の笑みを 君と」を制作した。
当初はそれらを含めサッカーにまつわる曲のみでアルバムにする案が浮上していた。しかし、FM802のACCESSキャンペーンソングのオファーを受け、サッカーと直接関係のない「春の歌」が出来たことがきっかけとなり、サッカー以外のことも幅広く歌っていこうと思うようになったという。

## 制作・音楽性
本作に収録されている楽曲に関しては、「音楽でコミュニケーションを取れること」「シンプルで自然と口ずさめること」を意識して制作されたという。GAKU-MCは「サビのメロディや展開とかも僕らだったらもっと複雑にできたと思うんですよ。なんなら同じサビが2回出てこない、歌詞を変えるはずのところを、今回は敢えて同じことを同じメロディで歌うとかね。とにかくシンプル、シンプルで（笑）。普段は僕ひとりで最初から最後まで、桜井和寿ひとりで最初から最後まで完結してるものをこうして今回ふたりでやると、全部言わない行間の楽しさみたいなものも生まれて来て。シンプルなことを言ってるんだけど、深みがあるように聴こえたりする楽しさも同時に感じたので。曲に関しては、『シンプルだからこそいい!』みたいなとこに着地したんですよね」と語っている。また、桜井は制作において「GAKUくんが出すハッピーなものに、影響を受けまくってます」と振り返っており、本作に関して「ウカスカジーの陽気なエネルギーに満ちた感じというか、そういうのもすごく持ち味だなあと思った」と発言している。
本作のレコーディングには、亀田誠治や寺岡呼人、DJ FUMIYAなどウカスカジーの2人と親交のあるミュージシャンが多数参加している。

## リリース・プロモーション
通常盤のみの1形態で発売。スリーブケース仕様となっている。ウカスカジー初のCD規格の作品となった。
本作のアートディレクターは榮良太が担当。
本作発売日当日には「ウカスカジー1st ALBUM『AMIGO』リリースSP」としてYahoo! ライブトークに出演した。
2019年8月19日に、配信限定ミニアルバム『金色BITTER』の発売と同時に本作のダウンロード配信・サブスクリプション配信が解禁された。ただし、ボーナス・トラックの「Special talk about 『勝利の笑みを 君と』」「勝て! ペスカドーラ町田」は配信が行なれていない。

## ライブ・パフォーマンス
ウカスカジーが所属する団体・MIFAは、本作発売前となる2014年4月25日 - 26日に大阪市中央体育館で、5月22日 - 23日に日本武道館でイベント『MIFA CUP 2014』を開催、約4万6000人を動員した。「音楽とフットボールの融合」がテーマとなっており、アーティストによる音楽ライブのほか、ウカスカジーと日本フットボールリーグチームとのフットサル、フリースタイルフットボール集団・球舞（キューブ）やセパタクロー日本代表チーム・蹴（ケル）によるパフォーマンスが行なわれた。ライブにはウカスカジーのほかにナオト・インティライミ（4月25日 - 26日）、ゴスペラーズ（5月22日）、RIP SLYME（5月23日）が出演。また、フットサルの解説者として名波浩や福西崇史、松木安太郎（4月25日）、宮本恒靖（4月25日）、中山雅史（4月26日、5月22日 - 23日）、小倉隆史（4月26日）が参加した。イベントの模様は、2014年6月29日よりUULAで一部配信された。
本イベントでは、本作収録曲である「勝利の笑みを 君と」「手を出すな!」「縁 JOY AMIGO」「握手」「春の歌」「mi-chi」の6曲が披露された。また、会場では本作の先行予約会（特典付き）が実施された。

## 収録曲
- 全作詞・作曲：ウカスカジー（#1, #6除く） / 全編曲：ウカスカジー（#2, #3, #5, #6除く） / プロデュース：ウカスカジー

1. ウカスカアンセム [4:08]
  - 作詞：ケン・マスイ & ウカスカジー / 作曲：ウカスカジー / 管・弦編曲：四家卯大

明治安田生命2015Jリーグチャンピオンシップ大会アンセム[18]。
桜井和寿曰く「サッカー番組のオープニングや試合前にかかるような、壮大で高揚するような音楽を作りたいと思って。歌じゃなくて、インストメインのもので作りたいと思ってやっていた」とのこと[8]。
布袋寅泰がギターで参加している。また、ベースも桜井が担当。
2. mi-chi [5:17]
  - 編曲：亀田誠治 & ウカスカジー

アルバム発売に先立って、4月25日からラジオで先行オンエアーされた[19]。
元々、CMタイアップに向けて「ウカスカジー feat. ナオト・インティライミ」名義で歌うことをイメージして書かれた曲。結局タイアップは取れず、ウカスカジーのみで歌うことになったため桜井が自分の好きなように歌詞を書いたという[20]。
『MIFA CUP 2014』でライブ初披露された[16]。
3. サンシャインエブリデイ [4:51]
  - 編曲：寺岡呼人 & ウカスカジー / 管編曲：村田陽一

『MIFAスマイルプロジェクト』[注 1]のために作られた楽曲[22]。
2014年10月18日に豊洲PITで開催された音楽イベント『THE OPENING MATCH at 豊洲PIT』でライブ初披露された[23]。
4. でも、手を出すな! (2014 Ver.) [4:03]
1st配信限定シングル。
シングル・バージョンと異なり、冒頭のケン・マスイによるDJが無くなっている。
5. 握手 [4:15]
  - 編曲：寺岡呼人 & ウカスカジー / 管編曲：村田陽一

2013年5月2日に国立代々木競技場第二体育館で行なわれたイベント『MIFA presents YOYOGI CUP』のために書かれた楽曲[22]で、同イベントで初披露された[24]。
「手を出すな!」のアンサーソング。本楽曲について、桜井は「『手を出すな!』と言われて出すこともあります。だけどやってしまったことは仕方ない。じゃあどうするの? こんな方法の出し方はあるんじゃないでしょうか。それは、ケンカした後にお互いの心に優しさの炎を灯すスイッチです」と紹介している[24]。
6. 縁 JOY AMIGO [5:00]
  - 作詞：ウカスカジー / 作曲：DJ FUMIYA (RIP SLYME) / 編曲：DJ FUMIYA (RIP SLYME) & ウカスカジー / 鍵盤・管編曲：YoYo (SOFFet)

GAKU-MCが主体となって制作された楽曲[22]。桜井はこの曲で初めてラップに挑戦したという[8]。
『MIFA CUP 2014』で初披露された[16]。
ライブでは観客がタオルを振り回すのが恒例となっている[25][26][27][28]。
7. 春の歌 [7:36]
  - 弦編曲：蔦谷好位置 (agehasprings)

2014年のACCESSキャンペーンソング[29]のセルフカバー。原曲とはラップの歌詞が異なる。
アルバム発売に先立って、4月25日からラジオで本音源が先行オンエアーされた[19]。
『MIFA CUP 2014』でライブ初披露された[16]。
8. 勝利の笑みを 君と [6:19]
2nd配信限定シングル。
日本サッカー協会公認サッカー日本代表応援ソング[30] / 「夢を力に 2014」テーマソング[31] / 「夢を力に 2018」テーマソング[32]。
キリン「日本中が肩を組む」CMソング[33]。
みずほ銀行「ONE MIZUHO Power of Blue」CMソング[34]。
KONAMI「ワールドサッカーコレクションS」CMソング[35]。
配信Ver.とは異なり、冒頭にサビが追加されている。
9. My Home [2:46]
三井不動産レジデンシャルCMソング[36][37][38]。
GAKUは参加しておらず、桜井も「Mr.Childrenでやってもおかしくない曲」とコメントしている[39]。オルガンも桜井が担当。
音楽イベント『THE OPENING MATCH at 豊洲PIT』でライブ初披露された[23]。
2019年から放送された同CMでは新たなアレンジのものが使われており[40]、GAKUも参加している。
10. 手を出すな! 再び (2014 Ver.) [5:13]
2006年に「GAKU-MC / 桜井和寿 (Mr.Children)」名義でリリースしたシングル。
日本テレビ系情報番組『サッカーアース』イメージソング[41]。
シングル・バージョンとは一部アレンジが異なる。
11. Special talk about「勝利の笑みを 君と」 (Bonus) [10:56]
「勝利の笑みを 君と」についてのトーク音源。完成前のデモ音源も一部聴くことが出来る。
12. 勝て! ペスカドーラ町田 (Bonus) [2:58]
『MIFA presents YOYOGI CUP』において優勝したチームの副賞として制作された応援歌[42]。
ベースも桜井が担当。

## 参加ミュージシャン
- 桜井和寿：Vocal (#1 - #10, #12), Rap (#6), Chorus (#1 - #10, #12), Acoustic Guitar (#1 - #5, #7 - #9), Electric Guitar (#1, #2, #4, #7, #8, #10, #12), Bass (#1, #4, #8, #12), Harp (#3), Organ (#9), Programming (#1, #4, #8, #10, #12)
- GAKU-MC：Rap (#1 - #8, #10, #12), Chorus (#2 - #8, #10, #12)
- 亀田誠治：Bass (#2), Programming (#2)
- 寺岡呼人：Programming (#3, #5)
- DJ FUMIYA (RIP SLYME)：Programming (#6), All other instruments (#6), Scratch (#6)
- 布袋寅泰：Electric Guitar (#1)
- 田中義人：Electric Guitar (#3)
- 松原正樹：Electric Guitar (#5)
- Totzan：Acoustic Guitar (#6)
- 松原秀樹：Bass (#3, #5)
- 山口寛雄：Bass (#7)
- 玉田豊夢：Drums (#3, #5, #7)
- 鈴木英哉 (Mr.Children)：Drums (#4, #8)
- 田中菜緒子：Chorus (#2, #3), Piano (#9, #10)
- サッカー日本代表サポーターの皆さん：Chorus (#8)
- 森俊之：Keyboards (#3, #5)
- YoYo：Keyboards (#6)
- 蔦谷好位置 (agehasprings)：Piano (#7)
- 常田真太郎（スキマスイッチ）：Piano (#8), Organ (#8), Synthesizer (#8)
- 四家卯大ストリングス：Strings (#1)
- 弦一徹ストリングス：Strings (#7)
- 村田陽一：Euphonium (#3), Trombone (#5)
- 中川英二郎：Trombone (#1)
- 鳥塚心輔：Trombone (#1)
- 藤井良太：Trombone (#1)
- 澤田真人：Trumpet (#1)
- 西村浩二：Trumpet (#2, #5), French Horn (#3)
- 大野雄太：Horn (#1)
- 山本拓夫：Saxophone (#2, #5), Flute (#3)
- 豊田泰孝（誠屋）：Manipulator (#2)

## テレビ出演
| 番組名                   | 日付          | 放送局     | 演奏曲            |
| ------------------------ | ------------- | ---------- | ----------------- |
| SONGS                    | 2014年6月7日  | NHK総合    | 勝利の笑みを 君と |
| SONGS                    | 2014年6月7日  | NHK総合    | 春の歌            |
| SONGS                    | 2014年6月7日  | NHK総合    | mi-chi            |
| ミュージックステーション | 2014年6月13日 | テレビ朝日 | 勝利の笑みを 君と |

## ライブ映像作品
| 曲名                         | 作品名                                               |
| ---------------------------- | ---------------------------------------------------- |
| mi-chi                       | ウカスカジーの大冒険 〜TOUR "WE ARE NOT AFRAID!!"〜  |
| mi-chi                       | ウカスカジーの夢工場 〜TOUR “アディショナルタイム”〜 |
| サンシャインエブリデイ       | ウカスカジーの夢工場 〜TOUR “アディショナルタイム”〜 |
| 縁 JOY AMIGO                 | ウカスカジーの大冒険 〜TOUR "WE ARE NOT AFRAID!!"〜  |
| 春の歌                       | ウカスカジーの大冒険 〜TOUR "WE ARE NOT AFRAID!!"〜  |
| 春の歌                       | ウカスカジーの夢工場 〜TOUR “アディショナルタイム”〜 |
| 勝利の笑みを 君と            | →「 勝利の笑みを 君と#ライブ映像作品 」を参照        |
| My Home                      | ウカスカジーの大冒険 〜TOUR "WE ARE NOT AFRAID!!"〜  |
| 手を出すな! 再び (2014 Ver.) | →「 手を出すな!#ライブ映像作品 」を参照              |